# VDSL

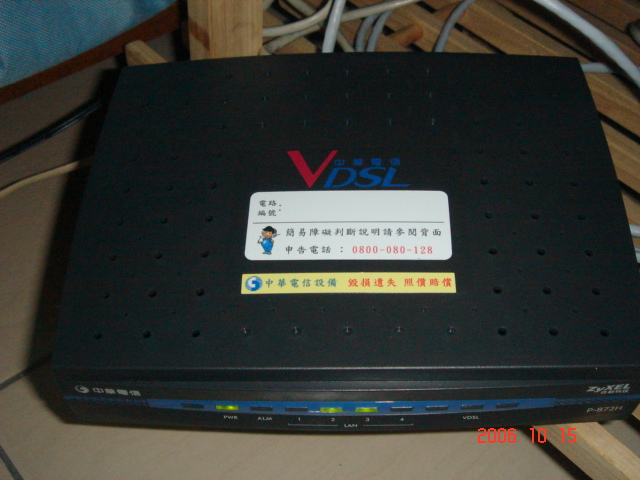
VDSL的數據機

VDSL（英文：Very-high-bit-rate digital subscriber line），又稱超高速數位用戶迴路，是一种非对称DSL，曾是速度最快的xDSL技術，顧名思義較高速數位用戶迴路（高速數位用戶迴路）為快，通过一对VDSL设备，用作光纤结点到附近用户的最后引线。VDSL允许用户端利用现有铜线获得高带宽服务而不必采用光纤。VDSL和ADSL一样，是以銅線傳輸的xDSL寬頻解決方案家族成員。可以经一对传统用户雙絞線在一定服务范围内有效传送下行达12.9Mb/s至52.8Mb/s（實驗室理論值最高可達60Mb/s），上行达1.6Mb/s至2.3Mb/s的数据信息。但比起ADSL離固網機房約4公里的距離限制，VDSL有效傳輸距離只有600公尺，是「光纖到戶」時代前最後一公里的寬頻上網解決方案。
VDSL的缺點是傳輸速度與傳輸距離成反比，配線品質需相當好。而且VDSL目前還沒有一套統一標準，各家所製造的設備互不相容。
而实际上在日韓等國，此技术已经被广泛应用，且上下行速度均可达100Mb/s。
VDSL2是VDSL第二代，是目前最快之DSL技術，短距離（350公尺以內）上下行均可達100Mb/s；普通環境應用通常可達下行30Mb/s，上行10Mb/s速度，兼具VDSL高速與ADSL家族（ADSL/ADSL2/2+）長距之優點。
G.Fast是VDSL2的下一代，理論最高速度可以達到1Gb/s，實際商業化服務也可以達到500M/s。

## 版本
| 版本        | 標準名稱                | 通用名称                | 下載速率   | 上傳速率   | 批准于     |
| ----------- | ----------------------- | ----------------------- | ---------- | ---------- | ---------- |
| VDSL        | ITU G.993.1             | VDSL                    | 55 Mbit/s  | 3Mbit/s    | 2001-11-29 |
| VDSL2       | ITU G.993.2             | VDSL2                   | 200 Mbit/s | 100 Mbit/s | 2006-02-17 |
| VDSL2-Vplus | ITU G.993.2 Amendment 1 | VDSL2 Annex Q VPlus/35b | 300 Mbit/s | 100 Mbit/s | 2015-11-06 |